# Ėl'ban
Ėl'ban (in russo Эльбан?) è un insediamento di tipo urbano della Russia, situato nel Territorio di Chabarovsk. Si trova nel distretto Amurskij.
La località si trova nella valle dell'omonimo fiume a 20 km dal fiume Amur, 72 km a sud-ovest di Komsomol'sk-na-Amure.